# Юнес Кабул
Юне́с Кабу́л (фр. Younes Kaboul, нар. 4 січня 1986, Сен-Жульєн-ан-Женевуа) — колишній французький футболіст, захисник.
Виступав, зокрема, за клуби «Осер», «Портсмут» та «Тоттенгем Готспур», а також національну збірну Франції.
Володар Кубка англійської ліги. Володар Кубка Франції.

## Клубна кар'єра
У дорослому футболі дебютував 2004 року виступами за команду клубу «Осер», в якій провів три сезони, взявши участь у 54 матчах чемпіонату. 
Протягом 2007—2008 років захищав кольори команди клубу «Тоттенгем Готспур».
Своєю грою за останню команду привернув увагу представників тренерського штабу клубу «Портсмут», до складу якого приєднався 2008 року. Відіграв за клуб з Портсмута наступні два сезони своєї ігрової кар'єри.
До «Тоттенгем Готспур» повернувся 2010 року, ставши одним з основних захисників команди.

## Виступи за збірні
Грав за юнацькі збірні Франції. Протягом 2006–2008 років залучався до складу молодіжної збірної Франції. На молодіжному рівні зіграв у 18 офіційних матчах, забив 1 гол.
6 червня 2011 року дебютував в офіційних матчах у складі національної збірної Франції у товариській грі проти збірної України, в якій відзначився забитим голом. Наразі провів у формі головної команди країни 5 матчів, забивши 1 гол.

## Титули і досягнення
- Володар Кубка Франції (1):

«Осер»: 2004–05
- Володар Кубка Футбольної ліги:

«Тоттенгем Готспур»: 2007-08
- Чемпіон Європи (U-19): 2005